# Cochranella savagei
Cochranella savagei és una espècie de granota que viu a Colòmbia.
Està amenaçada d'extinció per la pèrdua del seu hàbitat natural.